# Masaurhi
Masaurhi è una città dell'India di 46.943 abitanti, situata nel distretto di Patna, nello stato federato del Bihar. In base al numero di abitanti la città rientra nella classe III (da 20.000 a 49.999 persone).

## Geografia fisica
La città è situata a 25° 21' 0 N e 85° 1' 60 E e ha un'altitudine di 51 m s.l.m..

## Società

### Evoluzione demografica
Al censimento del 2001 la popolazione di Masaurhi assommava a 46.943 persone, delle quali 24.793 maschi e 22.150 femmine. I bambini di età inferiore o uguale ai sei anni assommavano a 7.853, dei quali 4.083 maschi e 3.770 femmine. Infine, coloro che erano in grado di saper almeno leggere e scrivere erano 26.335, dei quali 16.067 maschi e 10.268 femmine.